# Kanton Hérisson
Kanton Hérisson (fr. Canton de Hérisson) je francouzský kanton v departementu Allier v regionu Auvergne. Tvoří ho 17 obcí.

## Obce kantonu
- Audes
- Bizeneuille
- Le Brethon
- Cosne-d'Allier
- Estivareilles
- Givarlais
- Hérisson
- Louroux-Bourbonnais
- Louroux-Hodement
- Maillet
- Nassigny
- Reugny
- Saint-Caprais
- Sauvagny
- Tortezais
- Vallon-en-Sully
- Venas